# Finding Mr. Destiny
Finding Mr. Destiny (en hangul: ; RR: Kim Jong-uk chat-gi; literalmente Buscando a Kim Jong-wook) es una película surcoreana de 2010 dirigida por Jang Yoo-jeong y protagonizada por  Im Soo-jung y Gong Yoo. Es una adaptación cinematográfica del dramaturgo convertido en director Jang Yoo-jeong de su exitoso musical de 2006.   La película fue un éxito de taquilla en su país, con 1 113 285 billetes vendidos.

## Sinopsis
Ji-woo (Im Soo-jung), incapaz de olvidar una aventura juvenil en la India que se ha quedado grabada en su corazón, rechaza a un pretendiente de buenas cualidades y es obligada por su padre, quien teme que ella termine siendo una solterona, a buscar la ayuda de una agencia especializada en encontrar los primeros amores. Ella solo conoce su nombre: Kim Jong-wook.
A la cabeza del negocio está Gi-joon (Gong Yoo), que es joven y soltero, y está dotado de cierto encanto por su torpe carácter. Obstinadamente preciso por naturaleza y un poco demasiado apasionado por el trabajo, Gi-joon está decidido a completar su primer trabajo, ¡incluso si eso significa que tiene que rastrear a todos los Kim Jong-wook en Corea!
La protagonista es una regidora de teatro desaliñada y malhablada que aún tiene que enmendar su incapacidad para terminar o comenzar algo sustancial tanto en su vida amorosa como en su carrera. Por su parte, él es un tipo ingenuo con una obsesión compulsiva por el orden, la seguridad y la higiene, que se manifiesta en su atuendo perfectamente planchado y en sus pósits codificados por colores, que aún no se ha embarcado en una experiencia de vida vertiginosa.
Los dos son polos opuestos, pero finalmente se encariñan el uno con el otro mientras discuten en el camino para encontrar al escurridizo Mr. Destiny de Ji-woo, y es un largo viaje, ya que hay 1.108 hombres que tienen ese mismo nombre, de un monje budista a un granjero con sobrepeso y un cirujano plástico realmente untuoso, por nombrar algunos. Mientras Gi-joon y Ji-woo viajan por todo el país tratando de encontrar su primer amor, Gi-joon se enamora de su cliente.
Al final, vemos que Ji-woo y Gi-joon se conocieron por primera vez en el aeropuerto de Osaka en 2000.

## Reparto
- Im Soo-jung como Seo Ji-woo.
- Gong Yoo como  Han Gi-joon.
- Chun Ho-jin como el coronel Seo, padre de Ji-woo.
- Ryu Seung-soo como el cuñado de Gi-joon, un escritor.
- Jeon Soo-kyung como  Soo-kyung, actriz en el musical.
- Lee Chung-ah como  Ji-hye, hermana de Ji-woo.
- Yoon Sa-bong como la señora Jung.
- Lee Je-hoon como  Woo-hyung.
- Kim Min-ji como Cherry (actriz del musical).
- Jung Gyoo-soo como el jefe de agencia de viajes.
- Lee Joon-ha como Woo-ri, sobrina de Gi-joon.
- Lee Ji-ha como una cliente.
- Jo Han-chul como el director.

#### Apariciones especiales
- Jang Young-nam como la hermana mayor de Gi-joon.
- Shin Sung-rok como el capitán Choi (piloto, pretendiente de Ji-woo).
- Jung Sung-hwa como un conductor de autobús.
- Oh Na-ra como Hyo-jeong.
- Choi Il-hwa como un cliente.
- Kim Mu-yeol como un trabajador de la aerolínea.
- Choi Ji-ho como el Kim Jong-wook jugador de fútbol.
- Won Ki-joon como el Kim Jong-wook cirujano plástico.
- Jung Joon-ha como el Kim Jong-wook granjero.
- Oh Man-seok como Kim Jong-mook.
- Kim Dong-wook como el doctor Jung (novio de Ji-hye).
- Um Ki-joon como Kim Jong-wook.
- Seo Hyun-chul como cliente 2.[6]
- Lee Jin-hee como una componente del equipo.
- Paul Stafford como un turista.
- Park Hoon como un detective.